# NGC 6169
NGC 6169 (другие обозначения — OCL 984, ESO 276-SC5) — рассеянное скопление в созвездии Наугольник.
Этот объект входит в число перечисленных в оригинальной редакции «Нового общего каталога».